# Rega Research
Rega Research Ltd. ist ein Hersteller hochwertiger Hifi-Geräte aus England. Das Unternehmen wurde im Jahr 1973 von Tony Relph und Roy Gandy gegründet. Die Bezeichnung wurde aus den Nachnamen der Gründer (Relph und Gandy) abgeleitet.

Rega P3 Plattenspieler von 2009

Bekannt wurde Rega vor allem mit den Plattenspielern, die unter dem Namen „Planar“ in verschiedenen Ausführungen und Preisklassen vertrieben werden. Die beiden meistverkauften, Mitte der 1970er Jahre erschienenen Modelle „Planar 2“ und „Planar 3“ (seit einigen Jahren offiziell als P2/P3 bezeichnet) werden bis heute angeboten und wurden im Laufe der Jahrzehnte nur geringfügig modifiziert.
Charakteristisch für die Rega-Plattenspieler ist die meist sehr einfach gehaltene Ausstattung. Auf Automatikfunktionen wird völlig verzichtet, bei vielen Modellen erfolgt selbst die Umschaltung der Drehzahl zwischen 33 und 45/min manuell durch Umlegen des Antriebsriemens. Die Geräte werden jedoch aus hochwertigen Materialien gefertigt.
Die Tonarme von Rega, wie der „RB250“ und „RB300“, werden auch von vielen anderen Herstellern in ihren Plattenspielern verbaut.
Neben Plattenspielern bietet Rega auch andere Hifi-Geräte, wie Verstärker (z. B. „Brio“), CD-Player (z. B. „Planet“, „Isis“), Lautsprecher sowie Tonabnehmer (z. B. „Elys“, „Bias“) an.